# معهد أبحاث العلوم الرياضية (جامعة كيوتو)
معهد أبحاث العلوم الرياضية هو معهد بحثي تابع لجامعة كيوتو، يستضيف باحثين في العلوم الرياضية من جميع أنحاء اليابان. تأسس المعهد في أبريل 1963.